# Crassula peduncularis
Crassula peduncularis är en fetbladsväxtart som först beskrevs av James Edward Smith, och fick sitt nu gällande namn av Johann Wilhelm Meigen. Crassula peduncularis ingår i släktet krassulor, och familjen fetbladsväxter. Inga underarter finns listade i Catalogue of Life.